# Ousman Sillah (Fußballspieler, 1941)
Ousman Sillah (Ousman Sillah, Sr.; * Juli 1941) ist ein gambischer ehemaliger Fußballspieler, Fußballfunktionär und Rechtsanwalt. Er überlebte einen Mordanschlag auf sich.

## Leben
Sillah wurde im Juli 1941 geboren und war ab 1959 einer der ersten Schüler der Gambia High School. Später besuchte er die Bo School und anschließend von 1963 bis 1967 das Fourah Bay College, wo er einen B.Sc. in Mathematik erwarb. 

### Karriere als Fußballspieler
Über die Fußballkarriere in den 1960er Jahren von Sillah ist nur unvollständig belegt. Mitte der 1960er spielte er bei den White Phantoms Football Club zusammen mit Ebou Taal  und Cherno Barra Touray und gewannen gegen den Arrants Football Club den GFA-Cup. Er wurde für die Fußballnationalmannschaft nominiert und war 1961 Mitglied und Kapitän der gambischen Fußballnationalmannschaft.
1989 wurde Sillah zum Präsidenten der Gambia Football Association (GFA) gewählt, ein Amt, das er bis 1990 innehatte.

### Karriere als Rechtsanwalt
Als ehemaliger Fußballnationalspieler, der zunächst als Verwaltungsassistent und später für die gambische Polizei (Gambia Police Force, GPF) arbeitete, absolvierte Sillah Anfang der 1970er Jahre eine juristische Ausbildung in England und wurde im Mai 1978 in Gambia als Rechtsanwalt zugelassen. 1979 eröffnete er seine eigene Kanzlei. Als scharfer Kritiker von Yahya Jammeh schrieb Sillah mutig mehrere Briefe, in denen er Jammeh zum Rücktritt aufforderte, bevor die Zivilherrschaft wiederhergestellt würde. Im Jahr 2000 verteidigte er Ousainou Darboe und andere Anhänger der United Democratic Party (Gambia) (UDP) und 2003 von Baba Jobe, der wegen angeblicher Wirtschaftsverbrechen vor dem Obersten Gerichtshof angeklagt war.
Am 26. Dezember 2003 wurde Sillah auf dem Heimweg von der Hochzeit seiner Nichte von mehreren Kugeln getroffen. Er wurde ins Krankenhaus eingeliefert und mit einem Hubschrauber in ein Krankenhaus in Dakar (Senegal) zur weiteren Behandlung geflogen. Er trug jedoch bleibende Verletzungen davon. Die Truth, Reconciliation and Reparations Commission (TRRC) stellte fest, dass Jammeh die Ermordung Sillahs angeordnet hatte und dass der Mordanschlag von den Junglers, zu denen auch Tumbul Tamba und Sulayman Badjie gehörten, unter Mittäterschaft von Ousman Sonko ausgeführt wurde. Im November 2023 wurde Bai Lowe in Deutschland wegen versuchten Mordes an Sillah (und Mordes an Deyda Hydara) angeklagt und zu lebenslanger Haft verurteilt. Nach seiner Entlassung aus dem Krankenhaus im Februar 2004 ging Sillah ins Exil und kehrte erst 2011 in seine Heimat zurück.